# Kirensk
Kirensk (russisk: Киренск, tr. Kirensk) er en by i Irkutsk oblast, Sibiriske føderale distrikt i Den Russiske Føderation omkring 920 kilometer nordnordøst for oblastens administrative center, Irkutsk, og 210 kilometer nordvest for den nordlige ende af Bajkalsøen.. Byen har 10.998(2021) indbyggere og blev grundlagt i 1630 .

## Geografi
Kirensk ligger ved sammenløbet af floderne Kirenga og Lena. Der er skibsforbindelse til resten af Rusland om sommeren og en lufthavn, men ingen egentlig vejforbindelse. Havnen i Kirensk bruges desuden til at omlaste fra større til mindre skibe for transport længere op ad Lena.

### Klima
Klimaet er ekstremt fastlandsklima med temperaturer, der varierer fra -50 °C om vinteren til +40 °C om sommeren. Den gennemsnitlige årlige temperatur er 3,5 °C, den gennemsnitlige julitemperatur er 18,8 °C, den gennemsnitlige januartemperatur på -26,9 °C. Den gennemsnitlige årlige nedbør er 381 mm med et maksimum i sommermånederne.

## Historie
Kirensk blev grundlagt i 1630  af kosakker under Vasili Bugor som en vinterbosættelse. I 1775 fik den officielt status som by. I løber af 1800-tallet blev et større antal politisk fanger genbosat her, heriblandt Józef Piłsudski. Under sovjettiden var der en gulag-transitlejr i byen. I 1991 blev der fundet 80 lig i kælderen på en bygning, der tidligere havde tilhørt NKVD.[kilde mangler] Alle var tilsyneladende blevet dræbt på en enkelt dag i 1938, og alle var blevet dræbt med slag til hovedet.[kilde mangler]
Under anden verdenskrig fungerede byen som knudepunkt for amerikanske fly, transporteret via Alaska. I forbindelse med konstruktionen af jernbanen Bajkal-Amur fungerede byen som transitpunkt for materiale til brug for bygningsværket.

### Indbyggerudvikling
| År   | Indbyggertal |
| ---- | ------------ |
| 1897 | 2.280        |
| 1926 | 4.694        |
| 1939 | 12.786       |
| 1959 | 14.412       |
| 1970 | 14.453       |
| 1979 | 16.154       |
| 1989 | 16.137       |
| 2002 | 13.712       |
| 2010 | 12.640       |

Note: Data fra folketællinger